# Efpalio
Efpalio  este un oraș în Grecia în prefectura Focida.